# Гелиотехника
Гелиотехника (от гелио… и техника) — отрасль техники, изучающая теоретические основы, практические методы и технические средства преобразования энергии солнечной радиации в другие виды энергии, удобные для практического использования. Основные технические объекты гелиотехники: солнечные электростанции, солнечные батареи, солнечные печи, гелиоконцентраторы. Наиболее целесообразно и перспективно использовать средства гелиотехники для энергоснабжения малоэнергоёмких рассредоточенных потребителей в районах преимущественно со значительной солнечной радиацией.